# Icelus rastrinoides
Icelus rastrinoides és una espècie de peix pertanyent a la família dels còtids.

## Descripció
- Fa 12 cm de llargària màxima.[4][5]

## Hàbitat
És un peix marí i batidemersal que viu entre 40-500 m de fondària.

## Distribució geogràfica
Es troba al Pacífic nord-occidental: el Golf de Pere el Gran.

## Observacions
És inofensiu per als humans.